# Questa è casa mia!
Questa è casa mia! è un programma televisivo italiano, di genere game show trasmesso da Real Time dal 6 maggio 2022, con la conduzione di Tommaso Zorzi.

## Il programma
Quattro concorrenti si sfidano per descrivere la propria abitazione, utilizzando lo stesso nome (numerato da 1 a 4). Solamente uno, però, racconterà la verità sulla propria casa. Tutti dovranno comunque cercare di convincere la giuria (soprannominata Il Panel - composta da 4 membri) composta da Barbara Foria, Nicola Conversa, Stefania Orlando e Roberta Tagliavini, che quella è casa loro.

## Edizioni
| Edizione | Conduttore    | Periodo       | Periodo        | Puntate | Giuria (Il Panel) | Giuria (Il Panel) | Giuria (Il Panel) | Giuria (Il Panel)  |
| Edizione | Conduttore    | Inizio        | Fine           | Puntate | Giuria (Il Panel) | Giuria (Il Panel) | Giuria (Il Panel) | Giuria (Il Panel)  |
| -------- | ------------- | ------------- | -------------- | ------- | ----------------- | ----------------- | ----------------- | ------------------ |
| 1ª       | Tommaso Zorzi | 6 maggio 2022 | 17 giugno 2022 | 6       | Stefania Orlando  | Barbara Foria     | Nicola Conversa   | Roberta Tagliavini |

## Prima edizione (2022)

### Dettaglio Puntate
Legenda:
     Il giudice indovina il proprietario.
     Il giudice non indovina il proprietario.
     Il giudice non esprime il proprio giudizio sul proprietario.
| Puntata | Nome proprietario di casa | Giudizio del Panel | Giudizio del Panel | Giudizio del Panel | Giudizio del Panel | Reale proprietario di casa |
| Puntata | Nome proprietario di casa | Orlando            | Foria              | Conversa           | Tagliavini         | Reale proprietario di casa |
| ------- | ------------------------- | ------------------ | ------------------ | ------------------ | ------------------ | -------------------------- |
| 1       | Gigi                      | Gigi (3)           | Gigi (3)           | Gigi (4)           | Gigi (3)           | Gigi (3)                   |
| 2       | Raffaella                 | Raffaella (1)      | Raffaella (1)      | Raffaella (1)      | Raffaella (1)      | Raffaella (2)              |
| 3       |                           |                    |                    |                    |                    |                            |
| 4       |                           |                    |                    |                    |                    |                            |
| 5       |                           |                    |                    |                    |                    |                            |
| 6       |                           |                    |                    |                    |                    |                            |

### Ascolti TV
| Puntata | Messa in onda  | Telespettatori | Share |
| ------- | -------------- | -------------- | ----- |
| 1       | 6 maggio 2022  | 248 000        | 1,2%  |
| 2       | 13 maggio 2022 | 180 000        | 0,9%  |
| 3       | 20 maggio 2022 | 128 000        | 0,7%  |
| 4       | 3 giugno 2022  | 137.000        | 0,8%  |
| 5       | 10 giugno 2022 | 151.000        | 0,9%  |
| 6       | 17 giugno 2022 | 135.000        | 0,8%  |
| Media   | Media          | 163.000        | 0,8%  |

## Audience
| Edizione | Rete televisiva | Anno | Stagione  | Programmazione | Programmazione | Programmazione | Programmazione | Programmazione | Programmazione | Programmazione | Telespettatori | Share |
| Edizione | Rete televisiva | Anno | Stagione  | L              | M              | M              | G              | V              | S              | D              | Telespettatori | Share |
| -------- | --------------- | ---- | --------- | -------------- | -------------- | -------------- | -------------- | -------------- | -------------- | -------------- | -------------- | ----- |
| 1ª       | Real Time       | 2022 | primavera |                |                |                |                |                |                |                |                |       |